# Maldon (Australie)
Pour les articles homonymes, voir Maldon.
Maldon (1 601 habitants) est une ville de l'État de Victoria en Australie, à 136 kilomètres au nord de Melbourne et à 40 kilomètres de Bendigo. Elle fait partie du comté du mont Alexander.
Elle a dû son développement à la découverte de l'or dans la région et elle a su garder son aspect du XIXe siècle.